# 花山勝友
花山 勝友（はなやま しょうゆう、1931年9月21日 - 1995年6月16日）は、浄土真宗僧侶、仏教学者。

## 経歴
1931年、東京で仏教学者・花山信勝の次男として生まれた。東京大学文学部印度哲学科で学び、卒業。1962年、学位論文『十住心論の研究』を東京大学に提出して文学博士号を取得。
修了後、ニューヨーク州立大学・シートン＝ホール大学客員教授を務め、また米国仏教団開教使。帰国後、武蔵野女子大学教授に就いた。後に副学長、仏教文化研究所主任を務めた。宗門においては、仏教伝道協会研究室主任。

## 家族・親族
- 父：花山信勝は仏教学者。
- 子：二代花山勝友（勝清、1964 - ）[3]。

## 著作
- 『光は東にも：米国開教法話』百華苑 1969
- 『学生のための仏教入門』中山書房仏書林 1973
- 『仏像のわかる本』広済堂出版 1974
- 『葬式・法要・日本教 しきたりの中に日本人の心をさぐる』婦人生活社(男の家庭新書) 1975
- 『般若心経の心』広済堂出版 1976、のち文庫
- 『人は死んだらどうなるか：地獄と極楽の思想』徳間ブックス 1977
- 『心のふるさと』現代の真宗 弥生書房 1978
- 『子どもの自殺を考える：強い心の育て方』広済堂出版 1980
- 『先祖供養入門』ごま書房ゴマブックス 1981
- 『だれでもわかるお経の本』オーエス出版 1981、のち三笠書房知的生きかた文庫
- 『ちょっとくわしいお経の本』オーエス出版 1982
- 『わが家の宗教　浄土真宗』大法輪閣 1983
- 『ビジネスマンのための仏教入門 英文付』大蔵出版 1983
- 『うそも方便：仏の知恵 現代辻説法』明日香出版社 1984
  - 改題『お蔭さまの心で』広済堂文庫
- 『絵で読む般若心経：ページをめくるつど生き方が見えてくる』日本実業出版社(エスカルゴ・ブックス) 1984
- 『現代人のための「法句経」入門：心安らかな人生を送るために』PHP研究所 1984
- 『型破り幸福術：人生を楽しく生きる88の知恵』佼成出版社 ダルマブックス 1986
- 『人生開眼56の知恵』三笠書房 1986
- 『親鸞の心』広済堂文庫 1987
- 『先祖の供養これだけ知っていれば十分 お墓、仏壇、作法、法事の常識からお寺とのつき合い方まで』日本実業出版社 エスカルゴ・ブックス 1988
- 『親鸞百言百話：開祖のこころと素顔』PHP研究所 1989
  - 改題新版『親鸞の人生訓 100の話・100の言葉で読む』
- 『輪廻と解脱：苦界からの脱出』講談社現代新書 1989
- 『お経のことば95の知恵』三笠書房知的生きかた文庫 1990
- 『空海の心：密教の読み方、活かし方』広済堂出版 1990
- 『浄土三部経の心：死後の世界を信ずる者は強くなれる』広済堂出版 1990
- 『葬式・法事入門 これだけは知っておきたい、ご先祖様の供養のしかた1』ごま書房(ゴマブックス) 1991
- 『仏教と日本人 暮らしに生きる仏教の智恵』聖文社 1991
- 『いい生き方いい死に方：より充実して生きるための「死生学」入門』ごま書房(フロムフォーティズ) 1992
  - 改題新版『死に方の達人』ゴマブックス 1997
- 『大欲のすすめ：「親鸞」・「歎異抄」にみる"善人"と"悪人"の処世訓』大和出版 1992
- 『般若心経に学ぶ』日本放送出版協会 1993、NHKライブラリー 1995
- 『親鸞：他力本願への道』広済堂出版 1994
- 『親鸞・悪人のすすめ 自分の心に嘘をついていないか "能力"の限界を知れば感謝の気持ちが生まれる』大和出版 1995
- 『わかりやすいお経の本』オーエス出版 1995

共著編
- 『インド仏蹟巡拝紀行』佐々木千洋・坂東性純共著、東成出版社 1955
- 『般若心経 生き方の知恵・死に方の大事 生きる道を求め・満足ある死にがいを見つける90項』花山勝清共著、こう書房 1992
- 『仏教の智恵心の智恵：安らかな境地へ導く珠玉のことば』編著 PHP研究所 1995、のち文庫

訳書
- 『往生要集』源信著、徳間書店 1972
- 『往生要集』(傍訳浄土思想系譜全書) 四季社 2003

## 注
1. ↑  『人物物故大年表』
2. ↑  CiNii(学位論文)
3. ↑  『人事興信録』1995